# Татарское Танаево
Татарское Танаево — деревня в Зеленодольском районе Татарстана. Входит в состав Мамадыш-Акиловского сельского поселения.

## География
Находится в западной части Татарстана на расстоянии приблизительно 40 км на юг-юго-запад от города Зеленодольск в правобережной части района у речки Кубня.

## История
Известна с 1619 года как деревня Мамадыш Тавгильдеева. В начале XX века здесь были 2 мечети.

## Население
Постоянных жителей было в 1782 году — 104 души мужского пола, в 1859—621, в 1897—1293, в 1908—1604, в 1920—1369, в 1926—1113, в 1938—1149, в 1949—844, в 1958—646, в 1970—700, в 1979—631, в 1989—523. Постоянное население составляло 507 человек (татары 100 %) в 2002 году, 446 в 2010.